# Carlos Carrillo (football, 1908)
Pour les articles homonymes, voir Carlos Carrillo et Carrillo.
Carlos Carrillo Nalda, né à Lima le 10 avril 1908 et mort en novembre 1994, est un joueur et entraîneur péruvien de football. 
Il remporte comme entraîneur le tout premier championnat professionnel de Colombie avec l’Independiente Santa Fe en 1948.

## Biographie

### Carrière de joueur
Défenseur central, Carlos Carrillo joue pour le Sport Progreso à la fin des années 1920 avant de passer au Ciclista Lima. Avec Carlos Moscoso, il forme la charnière centrale de l'équipe du Ciclista Lima qui part en tournée dans plusieurs pays sud-américains en 1931 (cette tournée, considérée la plus longue effectuée par un club péruvien, dure 11 mois pour un total de 69 matchs disputés en Équateur, Colombie, Venezuela, Costa Rica, Panama, Curaçao, Trinité-et-Tobago et Aruba).
En 1936, il rejoint le Sport Boys. Même s'il ne dispute que des matchs amicaux au sein de ce dernier club, il fait partie de l'équipe championne du Pérou en 1937.

### Carrière d'entraîneur
Remplaçant l’Argentin Alfredo Cuezzo sur le banc de l’Independiente Santa Fe en 1948, Carlos Carrillo mène le club au sacre national (12 victoires, 3 nuls et 3 défaites). Julio Gaviria (es) (gardien de but), José Kaor Dokú (es) (milieu de terrain) et Roberto Gámez (attaquant) formant l'ossature de cette équipe.
Carrillo devient ainsi le premier entraîneur champion de Colombie et aussi le premier étranger à avoir cet honneur.

## Palmarès
| Sport Boys - Championnat du Pérou (1) : - Champion : 1937. |  | Independiente Santa Fe - Championnat de Colombie (1) : - Champion : 1948. |